# Megan Watts Hughes
Pour l’article homonyme, voir Megan Hughes.

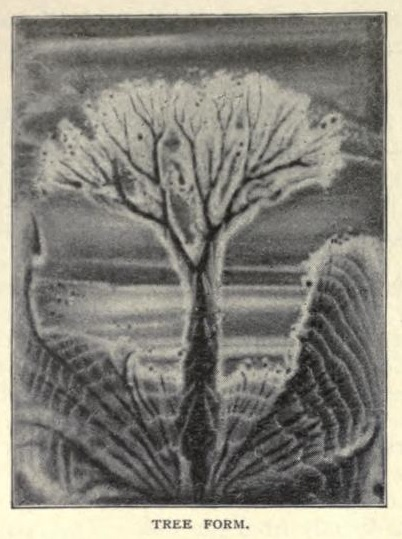
« Forme d'arbre » - Hughes a créé cette image en utilisant un eidophone, une machine qui permettait de visualiser la résonance du son.

Megan [Margaret] Watts Hughes, née le 12 février 1842 et morte le 29 octobre 1907, est une chanteuse, compositrice, scientifique et philanthrope galloise,,. Elle est une des premières personnes à expérimenter et à observer le phénomène de visualisation du son, en utilisant un appareil qu'elle a inventé et appelé eidophone. L’appareil produisait des motifs géométriques à partir de la résonance de sa voix. En conséquence, elle a appelé les images obtenues « Voice-Figures ». Ces expériences conduisent  à son livre de 1904 The Eidophone; Voice Figures: Geometrical and Natural Forms Produced by Vibrations of the Human Voice. Elle fait une démonstration de l'instrument à la Royal Society.

## Formation et carrière musicale
Megan Watts naît à Dowlais (Glamorgan, un comté historique du sud du Pays de Galles), de parents originaires du Pembrokeshire. Son père gère le cimetière local. Après un succès précoce en tant que chanteuse sur le circuit des concerts du sud du Pays de Galles, elle prend des cours de chant auprès de musiciens de Cardiff et, en 1864, commence ses études à la Royal Academy of Music de Londres, où elle compte parmi ses professeurs Manuel García. Cependant, des problèmes de santé l'obligent à abandonner ses études. Après avoir épousé Hugh Lloyd Hughes en 1871, elle devient connue sous le nom de Mme Watts Hughes et continue sa carrière musicale sous ce nom. Femme profondément religieuse, elle considère la chapelle de Bethania comme son foyer spirituel. À Mountford House, Barnsbury Square, à Islington, elle fonde une « maison pour petits garçons ».
Dans un article de journal de 1898, le compositeur Joseph Parry dit de Megan Watts Hughes qu'elle est l'une de « nos plus grandes chanteuses ». Elle avait accompagné Parry lors d'une « tournée musicale » dans le nord du Pays de Galles après avoir quitté la Royal Academy of Music, et était apparue une fois avec Jenny Lind, l'une des plus grandes sopranos de l'époque (qui avait également été formée par García). Lind aurait dit d'elle : « Je n'ai jamais rencontré quelqu'un qui me soit aussi proche dans l'art de la musique. Je n'ai que deux sœurs dans cet art : Madame Schumann et Mme Megan Watts-Hughes. ». Megan Watts Hughes est la compositrice de l'hymne « Wilton Square » et d'autres chansons.

## «Voice-figures»

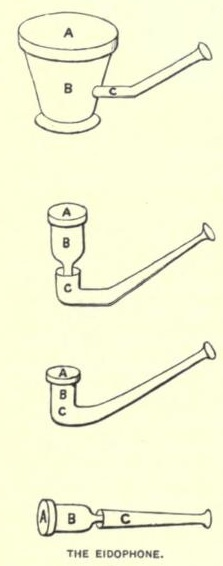
Les eidophones de Hughes

En 1885, alors qu'elle exerce sa voix, Megan Watts Hughes découvre par hasard ce qu'elle appelle des « figures de voix » ou « fleurs de voix », des motifs créés par le phénomène naturel de résonance des ondes stationnaires. Elle utilise d'abord du sable et/ou de la poudre de lycopodium et, plus tard, « [elle] inond[e] le disque de l'eidophone d'une fine couche de liquide, par exemple de l'eau ou du lait. ». Les vibrations sont enregistrées sous forme de motifs sur le disque de l'eidophone. Elle décrit les motifs comme de « belles crispations » qui n'apparaissent que si les notes chantées ne sont pas trop forcées. Elle expérimente et découvre que la glycérine colorée produit des motifs complexes ressemblant à des fleurs dans le liquide.

Ses observations scientifiques paraissent pour la première fois dans un article du Century Magazine en 1891 sous le nom de Margaret Watts Hughes. Elle écrit avoir présenté auparavant ses conclusions à la Musical Association, à la Royal Institution et à la Royal Society de Londres, ce qui était considéré comme inhabituel pour une femme à cette époque. En s'appuyant sur ses propres photographies et schémas, l'article décrit en détail son processus et son invention : 
En 1885, alors que je cherchais le moyen d'indiquer facilement l'intensité des sons vocaux, j'ai rencontré pour la première fois ces figures [vocales] et, en raison de leur variété tant dans la forme que dans la production, elles ont depuis absorbé une grande partie de mon attention. L’appareil que j’ai utilisé, je l’appelle l’eidophone. C'est très simple. Il s'agit simplement d'une membrane élastique, telle qu'une feuille de caoutchouc souple et parfaitement flexible, étroitement tendue sur l'embouchure d'un récepteur de n'importe quelle forme, dans lequel la voix est introduite par un tube à large ouverture de forme pratique. Dans certains cas, le récepteur peut être supprimé et la membrane peut être tendue sur l'extrémité ouverte du tube lui-même.
. Ce procédé sera plus tard lié aux recherches menées indépendamment par Ernst Chladni, qui utilise de la poudre plutôt que du liquide pour faciliter les motifs visuels. Le travail de Watts Hughes n'a pas seulement été présenté lors d'une réunion scientifique de la Royal Society ; son article scientifique de 1891 l'a amenée à publier un livre de 47 pages qui détaille comment elle rendait le son visible : The Eidophone Voice Figures: Geometrical and Natural Forms Produced by Vibrations of the Human Voice, publié en 1904. Ses travaux avec ceux d'Ernst Chladni sont les précurseurs de la cymatique, approfondis par le scientifique suisse Hans Jenny et étudiés plus tard par des scientifiques du MIT.
Avec son invention, Megan Watts Hughes est une pionnière de l'art sonore.
La thérapeute britannique Jill Purce a étudié les effets des vibrations sur les particules et l'eau, en s'inspirant des découvertes de Chaldni et Watts Hughes.